# Th17세포
T 도움 17 세포(Th17, Th17 cells, T helper 17 cells)는 염증 전 도움 T 세포 중에서 인터루킨17 (IL-17)을 생성하는 집단을 뜻한다. 그들은 조절 T 세포와 관련되며, Th17s을 분화시켜 실제 조절 T세포 분화를 억제하는 신호들과 관련된다. 하지만, Th17s는 발달상에 있어서 Th1, Th2와는 구별된다. Th17세포는 점막 장벽을 유지하는데 중요한 역할을 하며, 점막 표면에서 병원체를 없애는데 기여한다. 하지만 이 세포는 또한 자가면역 질환과 염증성 질병과 연관된다. 점막 표면에서 Th17세포가 줄어드는 것은 만성 염증과 미생물이 전이되는것과도 연관된다.

## 분화
형질전환 증식 인자 베타 (TGF-β), 인터루킨6 (IL-6), 인터루킨21 (IL-21) 인터루킨23 (IL-23)은 Th17의 형성에 기여하는 것이 쥐와 사람에서 확인됐다. Th17 세포 분화의 중요요소는 Stat3 (Signal transducer and the activator of transcription 3)과 RORγ(retinoic acid receptor-related orphan receptors gamma)와 RORα 등이 있다. 미접촉 T 세포(naïve T cells)가 위의 사이토카인에 노출되면 Th17은 분화한다. 병원체와 접촉한 후 활성화된 항원제시세포(APCs, antigen presenting cells)는 이 사이토카인들을 생산한다. Th17세포는 궁극적으로 그들의 분화 프로그램을 바꿔서 보호 세포 또는 전염증성 병원성 세포가 되도록 한다. IL-6과 TGF-β에 의해 유도되는 보호작용을 하고 비병원성의 Th17세포를 Treg17 세포라 한다. 병원성 Th17세포는 IL-23과 IL-1β에 의해 유도된다. Th17세포 자신에 의해 생성되는 IL-21는 Th17세포의 또다른 분화경로를 개시시킨다. Th1의 주요 분화인자인 인터페론감마(IFNy)와 Th2 분화의 주요 활성인자인 IL-4가 모두 Th17의 분화를 억제하는 것으로 나타났다.

## 기능
Th17 세포는 병원체로부터 몸을 보호하는 적응 면역에 있어서 중요한 역할을 한다. 하지만, 곰팡이균에 대항하는 면역은 특정부위에만 제한적으로 나타나며 해로운 효과들이 관찰되었다. 그들의 주요 효과 사이토카인(effector cytokines)은 IL-17A, IL-17F, IL-21과 IL-22 등이다. Th17은 종양의 위축을 매개하는 것이 쥐에서 나타났다. 하지만 또한 결장(colon)의 염증에 의해 자극되어 종양형성을 촉진하는 결과 또한 쥐에서 나타났다. 다른 도움 T 세포들과 마찬가지로, Th17 세포는 병원체에 반응하는데 있어 B세포와 밀접하게 연관된다. Th17세포는 CXCL13 키모카인(chemokine) 신호전달을 통해 B세포 보강과 관련되며, Th17 활성은 항체 형성을 도울 수 있다.

## 질병
Th17세포의 조절장애는 자가면역 질환과 염증에 관련된다. 자가면역성 질환의 경우, Th17세포의 과도한 활성은 류마티스 관절염의 경우처럼 불필요하게 많은 양의 염증을 일으킬 수 있다. Th17세포는 점막 면역을 유지하는데 필요한 것으로 알려져 있다. HIV의 경우를 보면, Th17세포가 줄어드는 것이 만성 염증에 기여 할 수도 있다.